# 大曼徹斯特市長
大曼徹斯特市長（英語：Mayor of Greater Manchester）是英國大曼徹斯特地區的最高行政首長，由大曼徹斯特的居民直接選舉產生，任期為四年。
現任市長為工黨的貝安德，在2017年5月8日就任至今。

## 歷史
2014年，時任財政大臣歐思邦與大曼徹斯特的十個區議會領袖達成一份權力下放協議，決定成立大曼徹斯特管理局，並設立民選市長一職作為其首長。
2015年5月，托尼·羅伊德被任命為大曼徹斯特的臨時市長。首次大曼徹斯特市長選舉於2017年5月4日舉行，並由工黨貝安德贏得；隨後他亦於2021年和2024年的選舉中，成功連任。

## 職權
大曼徹斯特市長負責該區域的策略管治，其職責包括公共衛生、運輸、房屋、規劃、廢棄物管理、警政、消防和救援服務，以及技能培訓。
除了以上的權力外，市長還擔任大曼徹斯特管理局的主席，並同時行使大曼徹斯特警察消防及犯罪事務專員的職權。

### 管治方式
與倫敦以外的其他策略性管理局一樣，市長須與十名區議會領袖共同領導大曼徹斯特管理局。作為主席，市長有權為每名區議會領袖界定其負責的政策範疇，並額外委任一名警察及犯罪事務副市長，以籌組其市政內閣。
市長一般可以制定政策方針及策略計畫。然而，如果管理局成員以多數票反對提案，市長的決定會被否決；涉及空間規劃藍圖則需要所有管理局成員一致贊成。

## 歷任列表

### 市長
| 姓名 | 姓名                 | 姓名 | 任期          | 任期         | 當選年份             | 黨籍 |
| ---- | -------------------- | ---- | ------------- | ------------ | -------------------- | ---- |
|      | 托尼·羅伊德 臨時市長 |      | 2015年5月29日 | 2017年5月8日 | 不適用               | 工黨 |
|      | 貝安德               |      | 2017年5月8日  | 現任         | 2017年 2021年 2024年 | 工黨 |

### 副市長

#### 政務副市長
| 姓名 | 姓名          | 姓名 | 任期          | 任期          | 黨籍 |
| ---- | ------------- | ---- | ------------- | ------------- | ---- |
|      | Richard Leese |      | 2017年5月8日  | 2021年12月8日 | 工黨 |
|      | Paul Dennett  |      | 2021年12月8日 | 現任          | 工黨 |

#### 警察及犯罪事務副市長
| 姓名 | 姓名            | 姓名 | 任期         | 任期         | 黨籍 |
| ---- | --------------- | ---- | ------------ | ------------ | ---- |
|      | Beverley Hughes |      | 2017年5月8日 | 2023年9月1日 | 工黨 |
|      | Kate Green      |      | 2023年9月1日 | 現任         | 工黨 |